# Rozkojarzenie stanu czuwania i snu
Rozkojarzenie stanu czuwania i snu, stan dysocjacji (łac. status dissociatus) – zaburzenie snu polegające na jednoczesnym występowaniu składników snu REM, snu NREM i czuwania. W Międzynarodowej Klasyfikacji Zaburzeń Snu (ICSD-2) traktowane jest jako postać zaburzeń zachowania podczas snu REM. Koncepcję status dissociatus przedstawili Mahowald i Schenck w 1991 roku. Klinicznie przedstawia się jako wielokrotne wahania zmiennych (behawioralnych, neurofizjologicznych, autonomicznych) określających każdy ze stanów (REM, NREM, czuwanie) przy jednoczesnym braku konwencjonalnego zapisu REM i NREM w badaniu polisomnograficznym. Stan dysocjacji opisywano w szybko postępujących chorobach neurodegeneracyjnych (np. śmiertelnej rodzinnej bezsenności), chorobach autoimmunologicznych, w tym w narkolepsji; w guzach mózgu (podwzgórza, wzgórza, pnia mózgu); w innych chorobach neurodegeneracyjnych, np. w chorobie Parkinsona czy otępieniu z ciałami Lewy’ego; w innych rzadkich zespołach (np. zespole Mulvihilla-Smitha). Najcięższa postać stanu dysocjacji, określana przez Lugaresiego i wsp. jako agrypnia excitata, występowała w majaczeniu alkoholowym, zespole Morvana i śmiertelnej rodzinnej bezsenności.

## Kryteria
Antelmi i wsp. zaproponowali kryteria klasycznego stanu dysocjacji (w odróżnieniu do mniej nasilonych postaci spektrum dysocjacji snu i czuwania).
1. Brak konwencjonalnych cech snu NREM w badaniu polisomnograficznym, nie ma wrzecion snu i fali delta; obecne w zamian niestabilne wstawki snu REM;
2. Pobudzenie psychoruchowe odzwierciedlające treść marzeń sennych, stan onejroidalny, ciągła lub niemal ciągła aktywność ruchowa;
3. Zaburzony poziom czuwania, z wahaniami uwagi, czasem konfabulacjami i splątaniem[2].